# Gemeinden des Kantons Schaffhausen

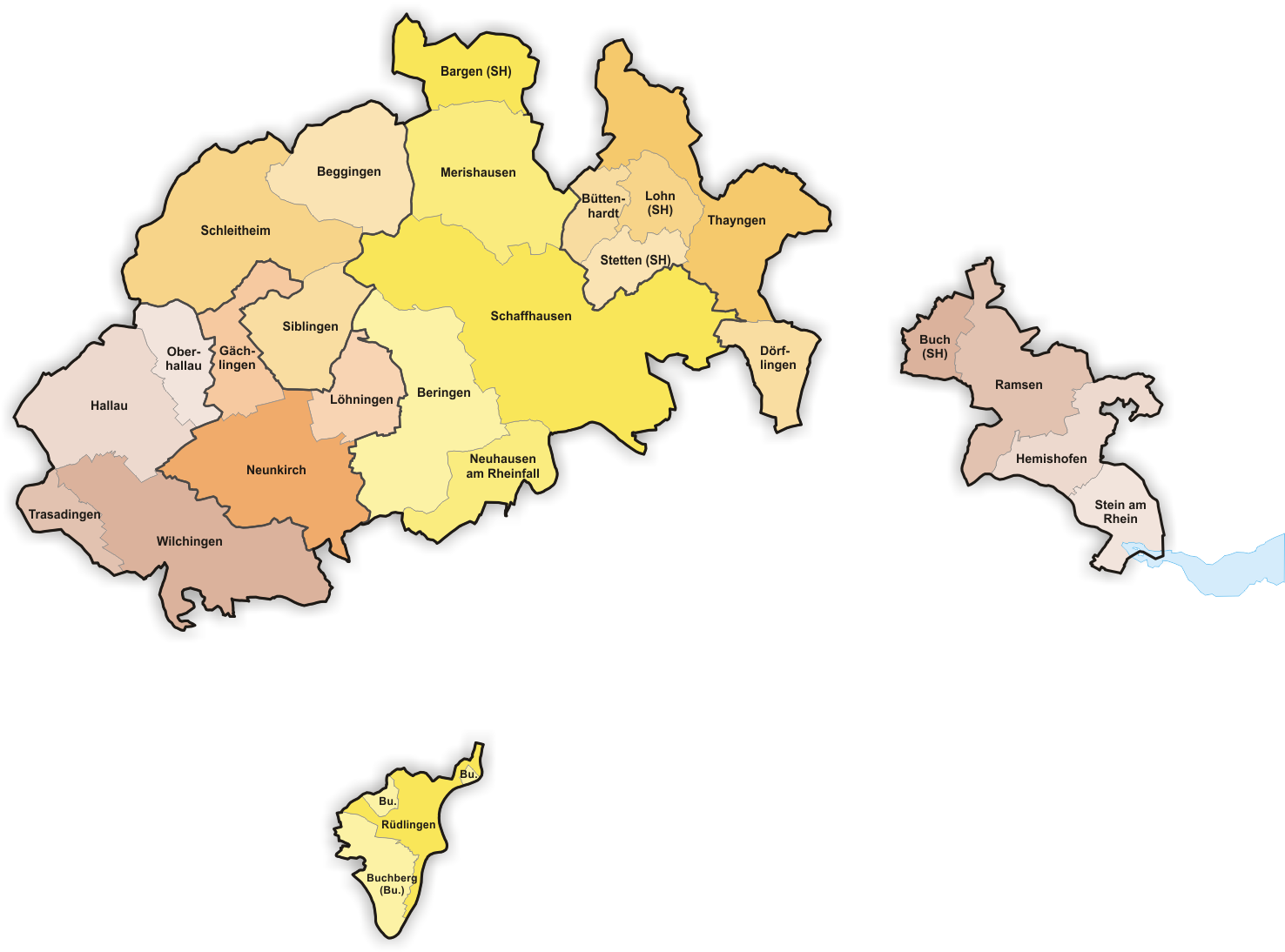
Karte der Gemeinden des Kantons Schaffhausen (2013)

Der Kanton Schaffhausen umfasst 26 politische Gemeinden, die Einwohnergemeinden genannt werden (Stand: Januar 2013).

## Gemeinden
| Wappen                 | Name der Gemeinde      | Einwohner 31. Dezember 2023 | Fläche in km² | Einwohner pro km² | Bezirk        |
| ---------------------- | ---------------------- | --------------------------- | ------------- | ----------------- | ------------- |
| Bargen                 | Bargen (SH)            | 331                         | 8,27          | 40                | Schaffhausen  |
| Beggingen              | Beggingen              | 486                         | 12,58         | 39                | Schleitheim   |
| Beringen               | Beringen               | 5203                        | 18,68         | 279               | Schaffhausen  |
| Buch                   | Buch (SH)              | 323                         | 3,80          | 85                | Stein         |
| Buchberg               | Buchberg               | 890                         | 5,86          | 152               | Schaffhausen  |
| Büttenhardt            | Büttenhardt            | 419                         | 4,00          | 105               | Reiat         |
| Dörflingen             | Dörflingen             | 1059                        | 5,82          | 182               | Reiat         |
| Gächlingen             | Gächlingen             | 1018                        | 7,13          | 143               | Oberklettgau  |
| Hallau                 | Hallau                 | 2389                        | 15,32         | 156               | Unterklettgau |
| Hemishofen             | Hemishofen             | 502                         | 7,89          | 64                | Stein         |
| Lohn                   | Lohn (SH)              | 768                         | 4,87          | 158               | Reiat         |
| Löhningen              | Löhningen              | 1624                        | 6,83          | 238               | Oberklettgau  |
| Merishausen            | Merishausen            | 899                         | 17,56         | 51                | Schaffhausen  |
| Neuhausen am Rheinfall | Neuhausen am Rheinfall | 11'213                      | 8,00          | 1402              | Schaffhausen  |
| Neunkirch              | Neunkirch              | 2591                        | 17,92         | 145               | Oberklettgau  |
| Oberhallau             | Oberhallau             | 438                         | 6,05          | 72                | Unterklettgau |
| Ramsen                 | Ramsen                 | 1617                        | 13,50         | 120               | Stein         |
| Rüdlingen              | Rüdlingen              | 799                         | 5,51          | 145               | Schaffhausen  |
| Schaffhausen           | Schaffhausen           | 38'666                      | 41,85         | 924               | Schaffhausen  |
| Schleitheim            | Schleitheim            | 1807                        | 21,63         | 84                | Schleitheim   |
| Siblingen              | Siblingen              | 895                         | 9,42          | 95                | Schleitheim   |
| Stein am Rhein         | Stein am Rhein         | 3548                        | 5,79          | 613               | Stein         |
| Stetten                | Stetten (SH)           | 1487                        | 4,72          | 315               | Reiat         |
| Thayngen               | Thayngen               | 5770                        | 19,92         | 290               | Reiat         |
| Trasadingen            | Trasadingen            | 626                         | 4,14          | 151               | Unterklettgau |
| Wilchingen             | Wilchingen             | 1743                        | 21,10         | 83                | Unterklettgau |
| Total (26)             | Total (26)             | 87'111                      | 298,42        | 292               | —             |

Die Landfläche des Kantons Schaffhausen beträgt 298,16 km², die Seefläche 0,26 km² (Anteil Bodensee). Somit beträgt die Gesamtfläche 298,42 km².

## Veränderungen im Gemeindebestand

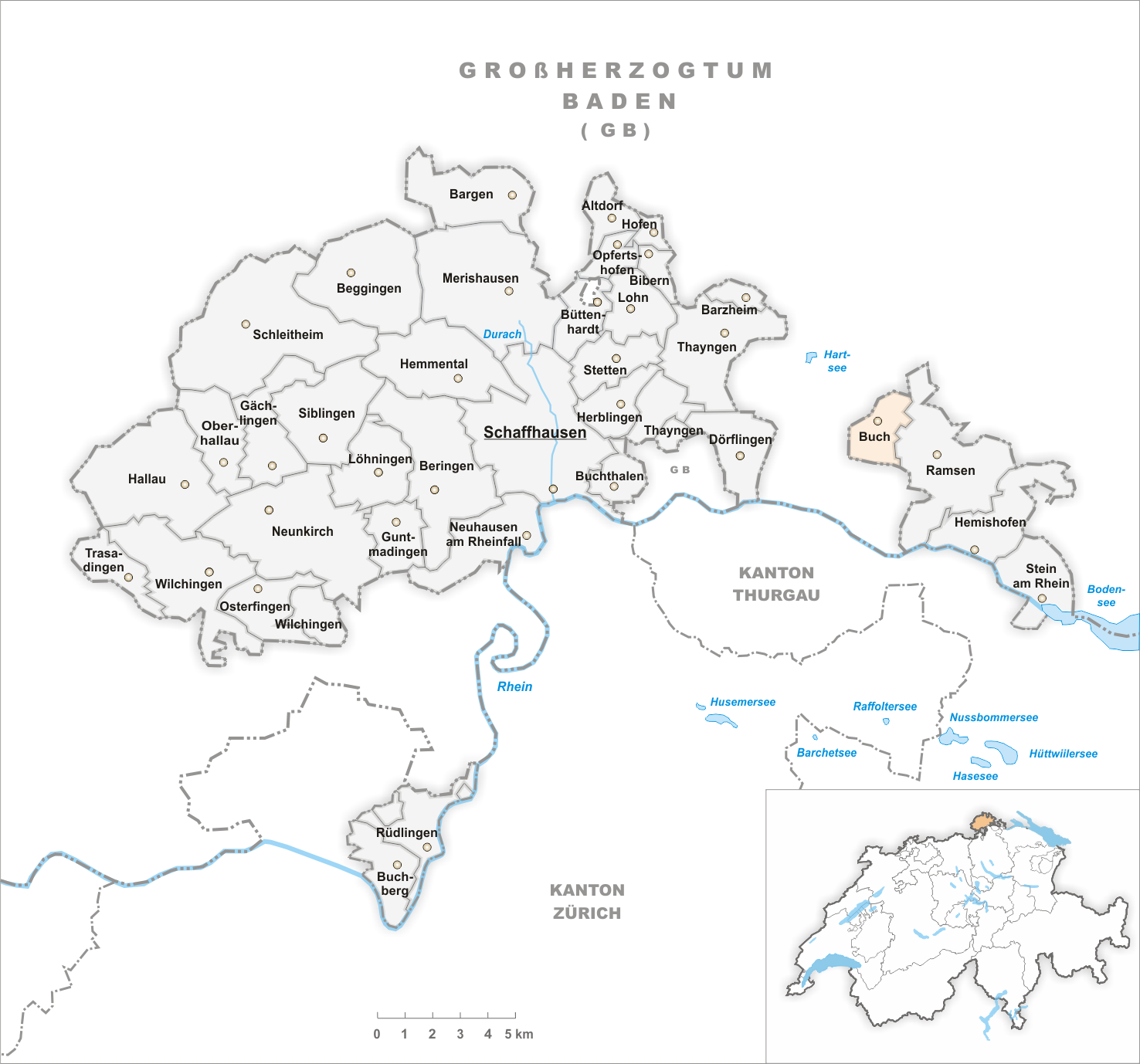
Gemeinden bis 1849
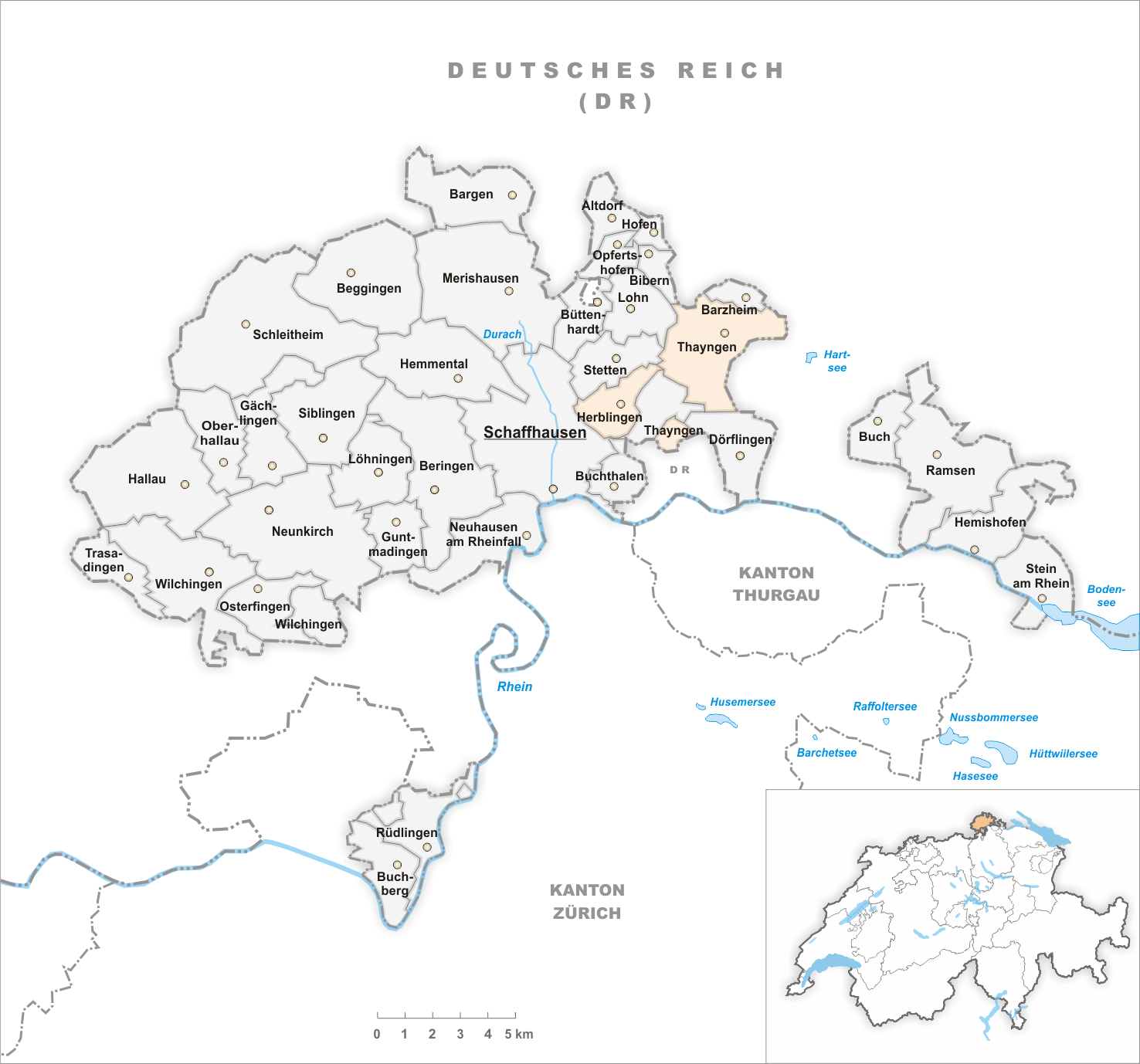
Gemeinden bis 1899
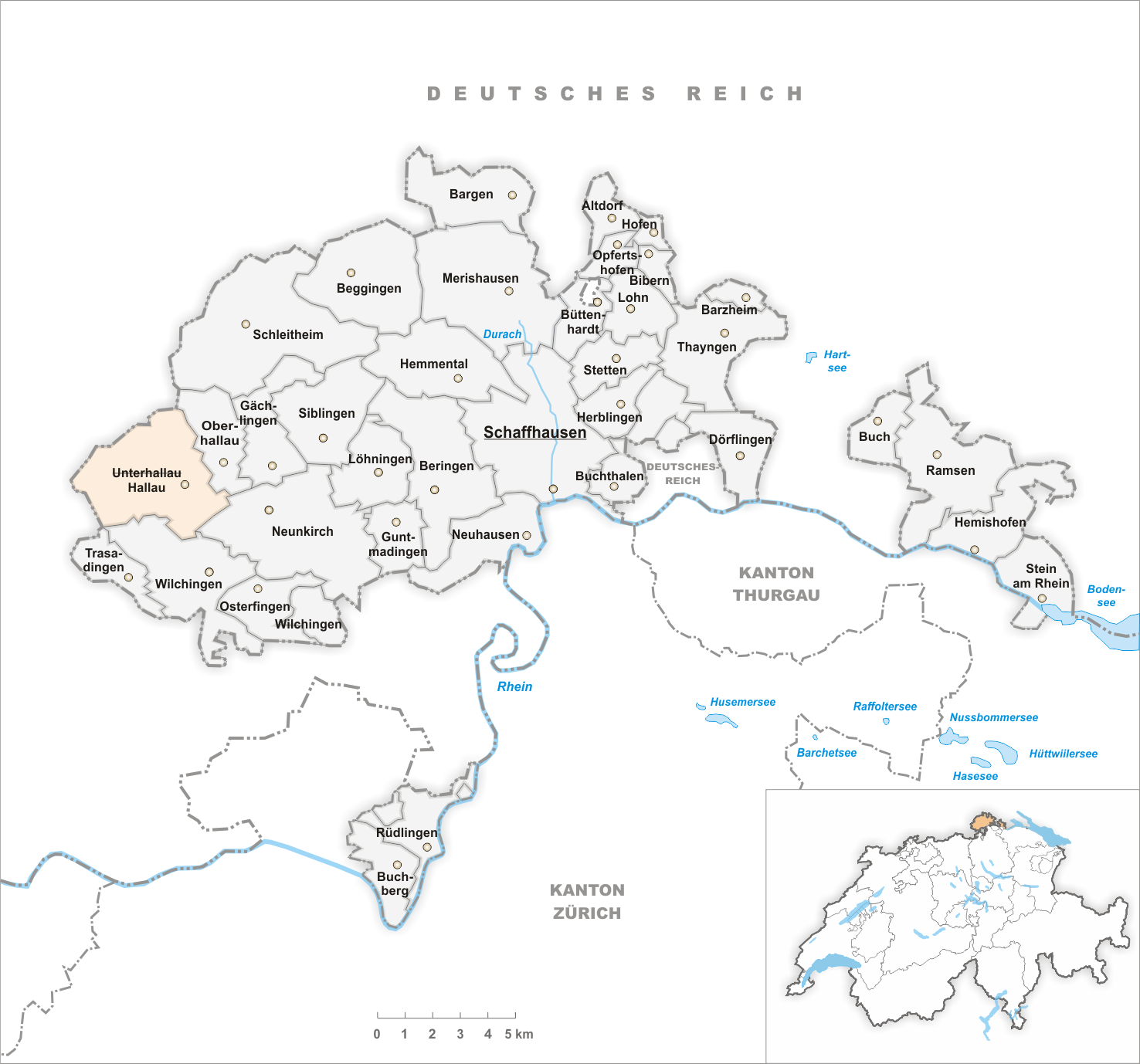
Gemeinden bis 1933
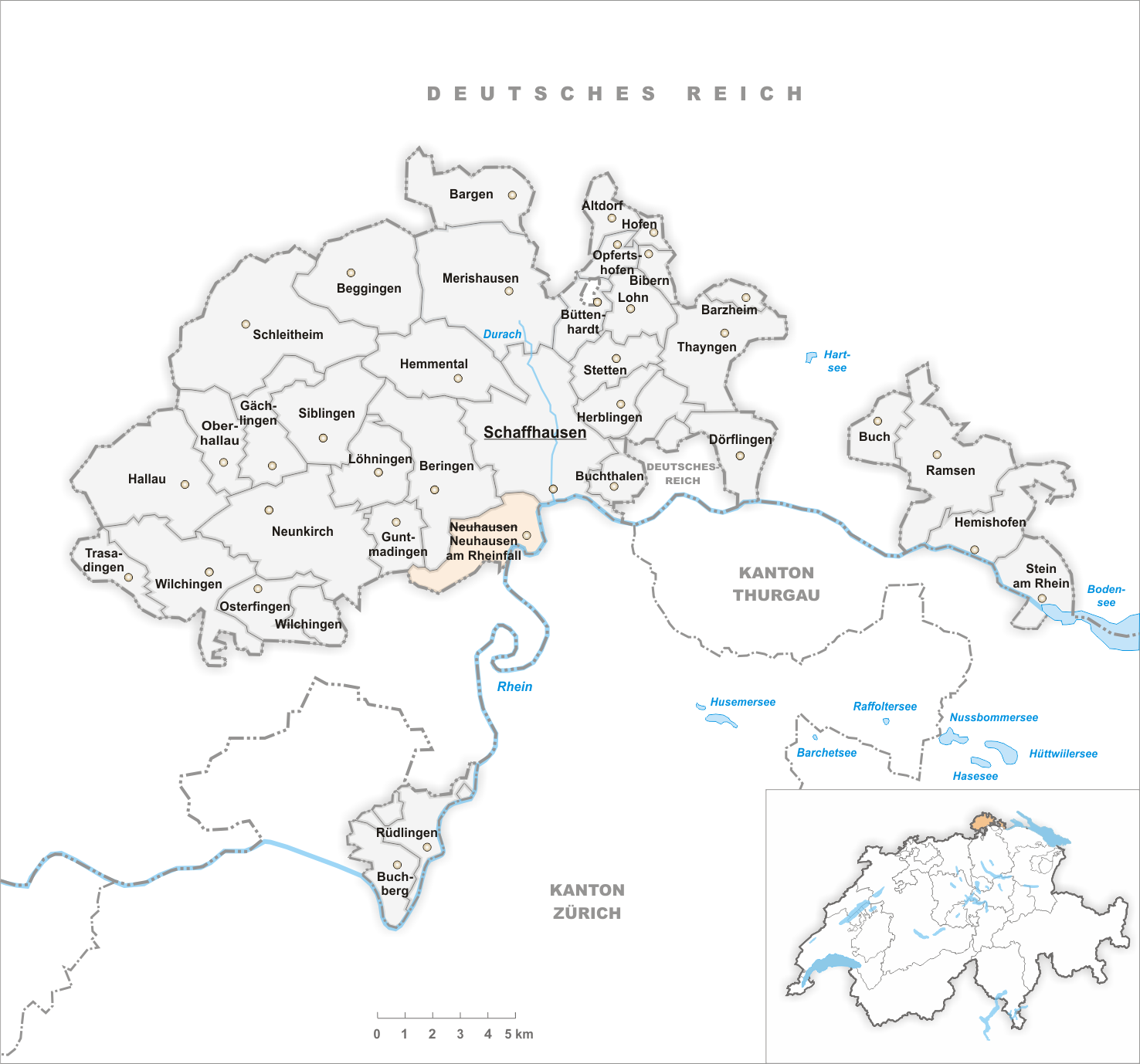
Gemeinden bis 1937
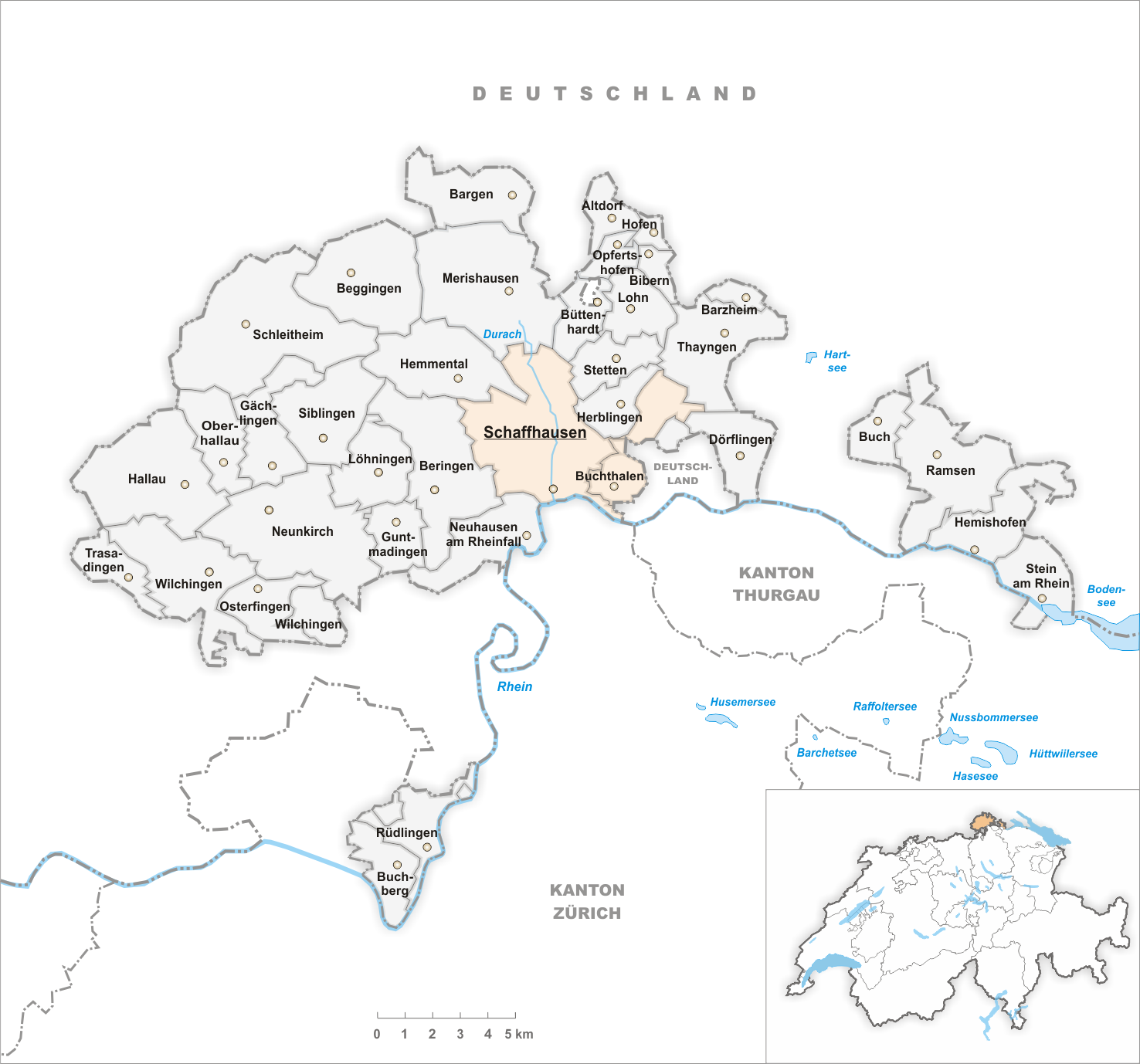
Gemeinden bis 1946
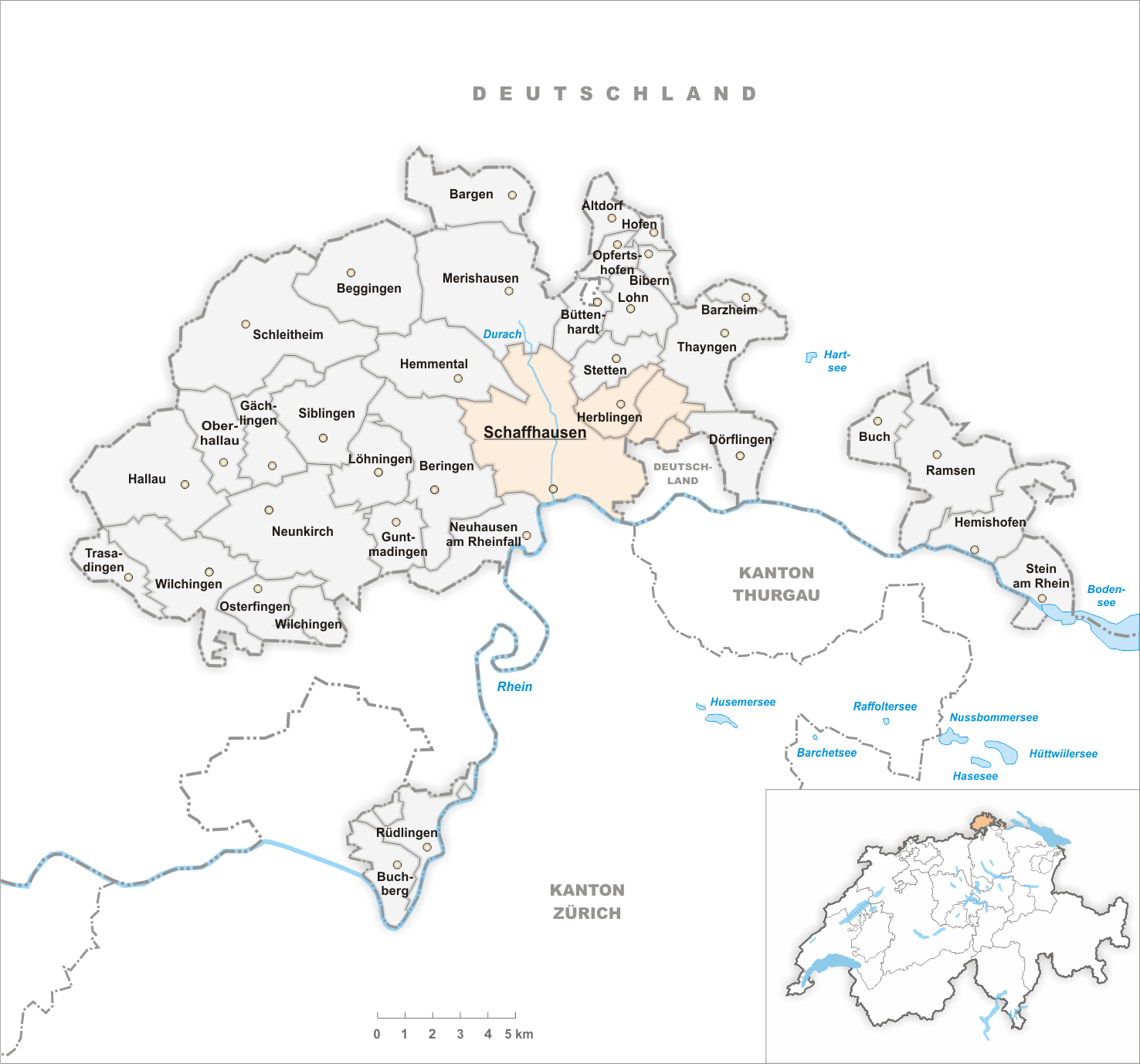
Gemeinden bis 1963
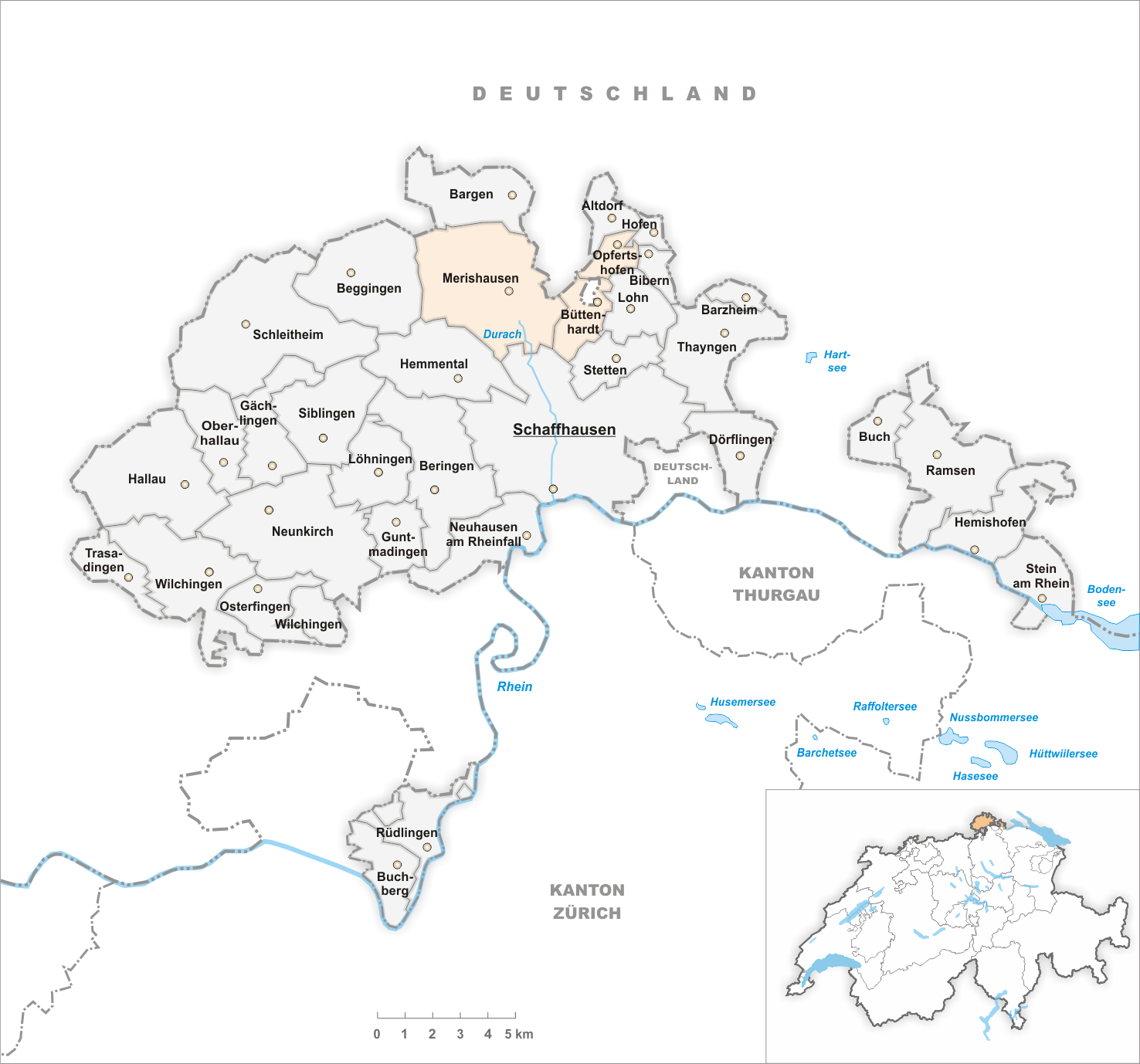
Gemeinden bis 1967
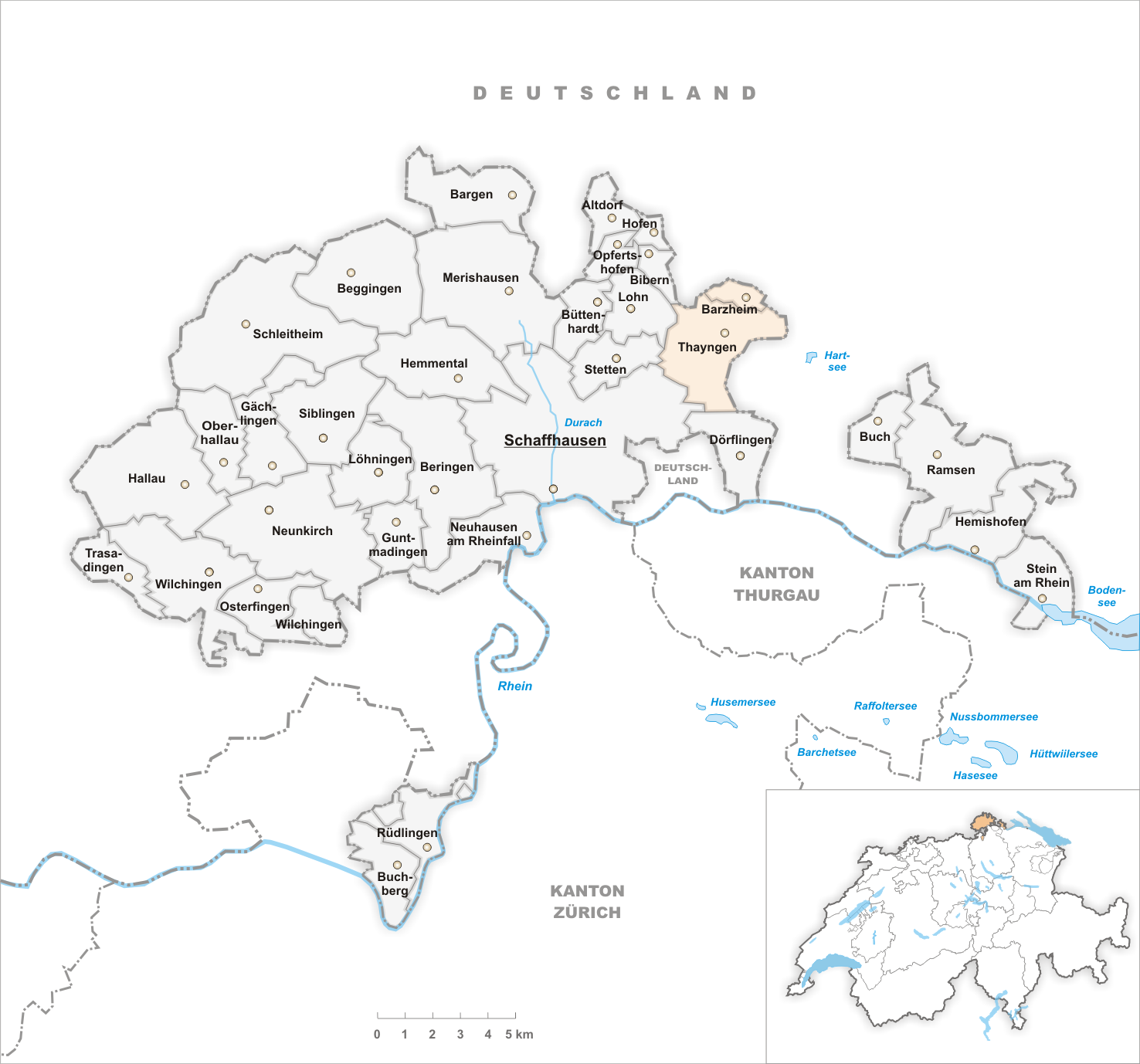
Gemeinden bis 2003
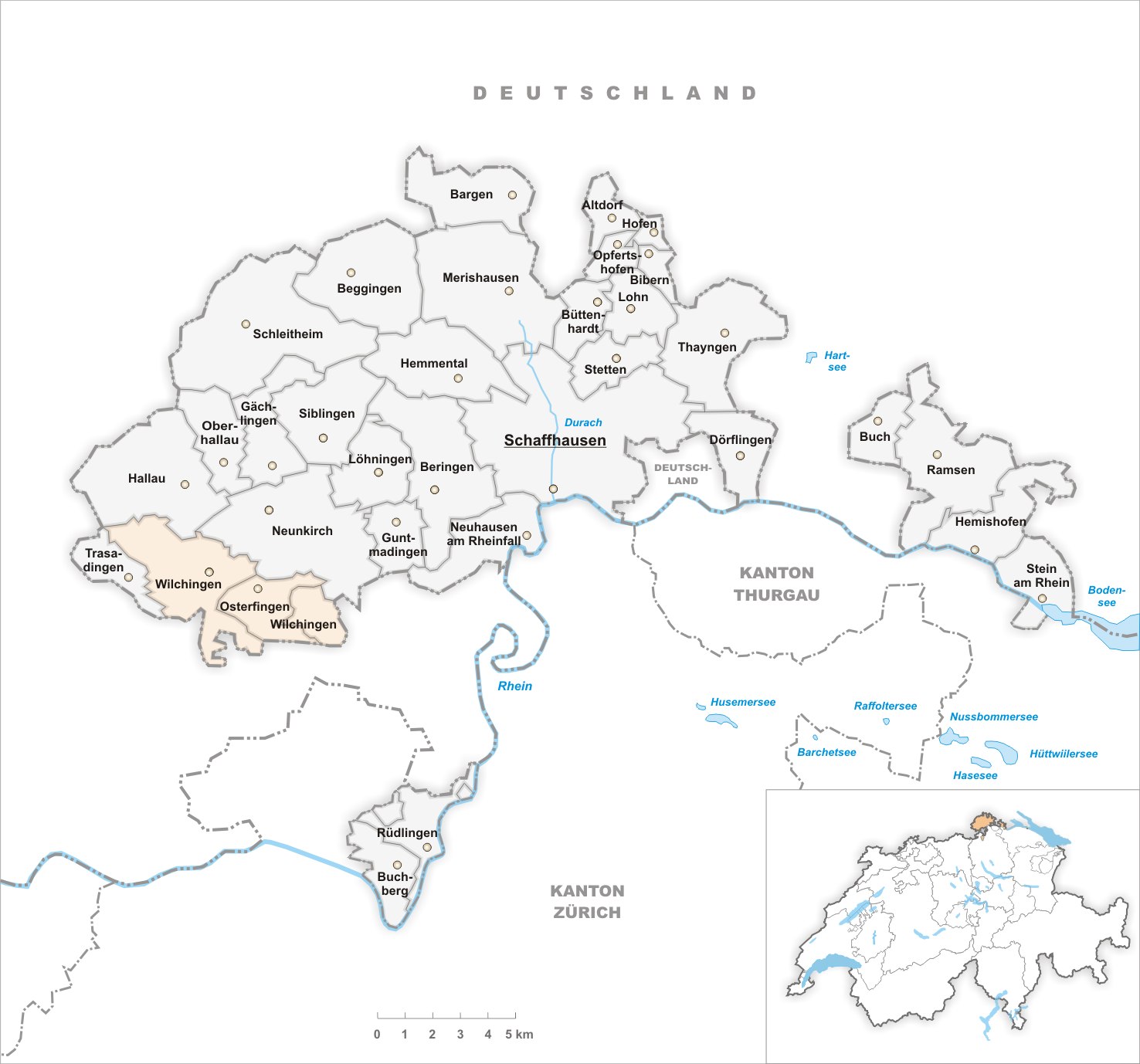
Gemeinden bis 2004
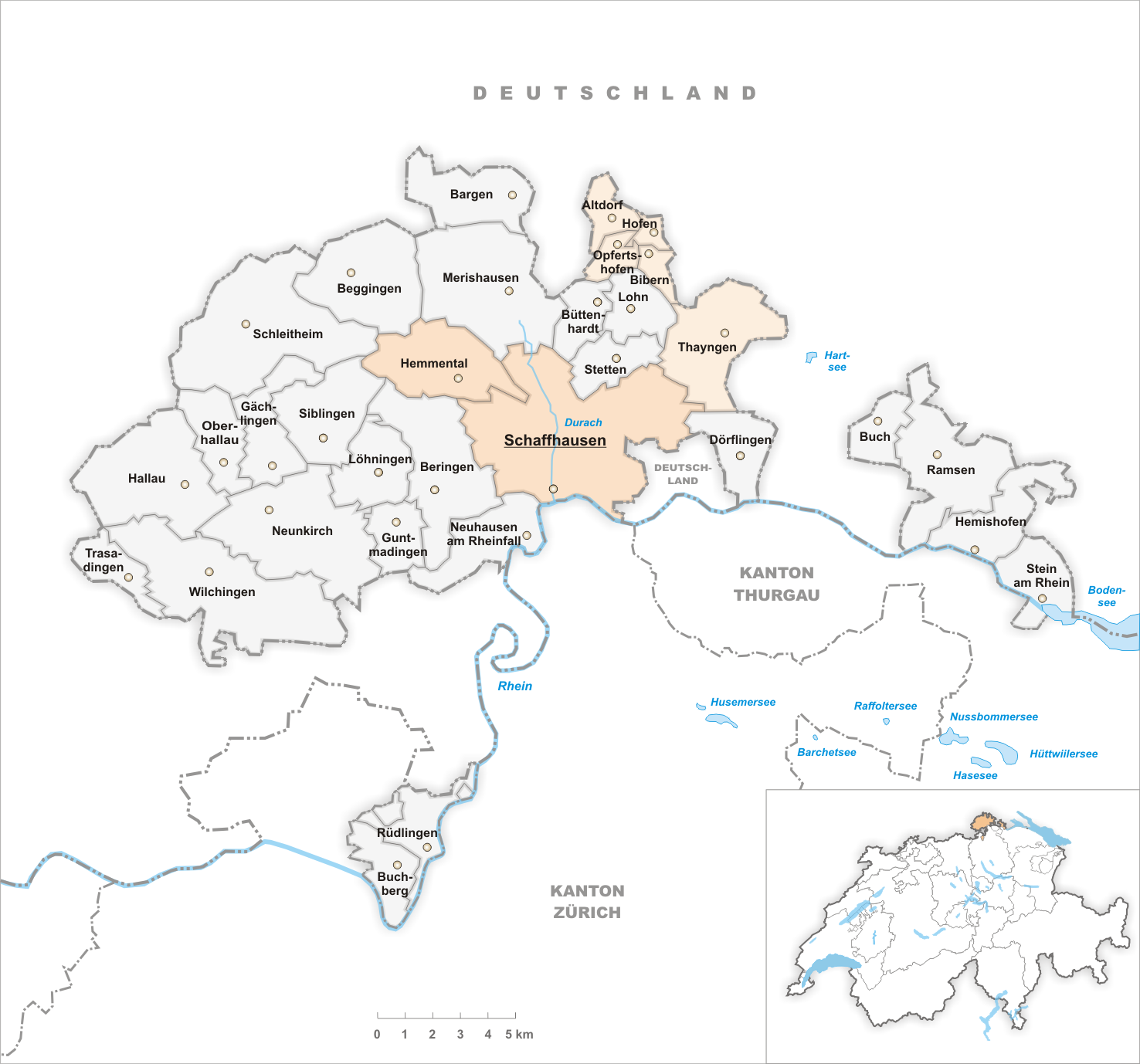
Gemeinden bis 2008
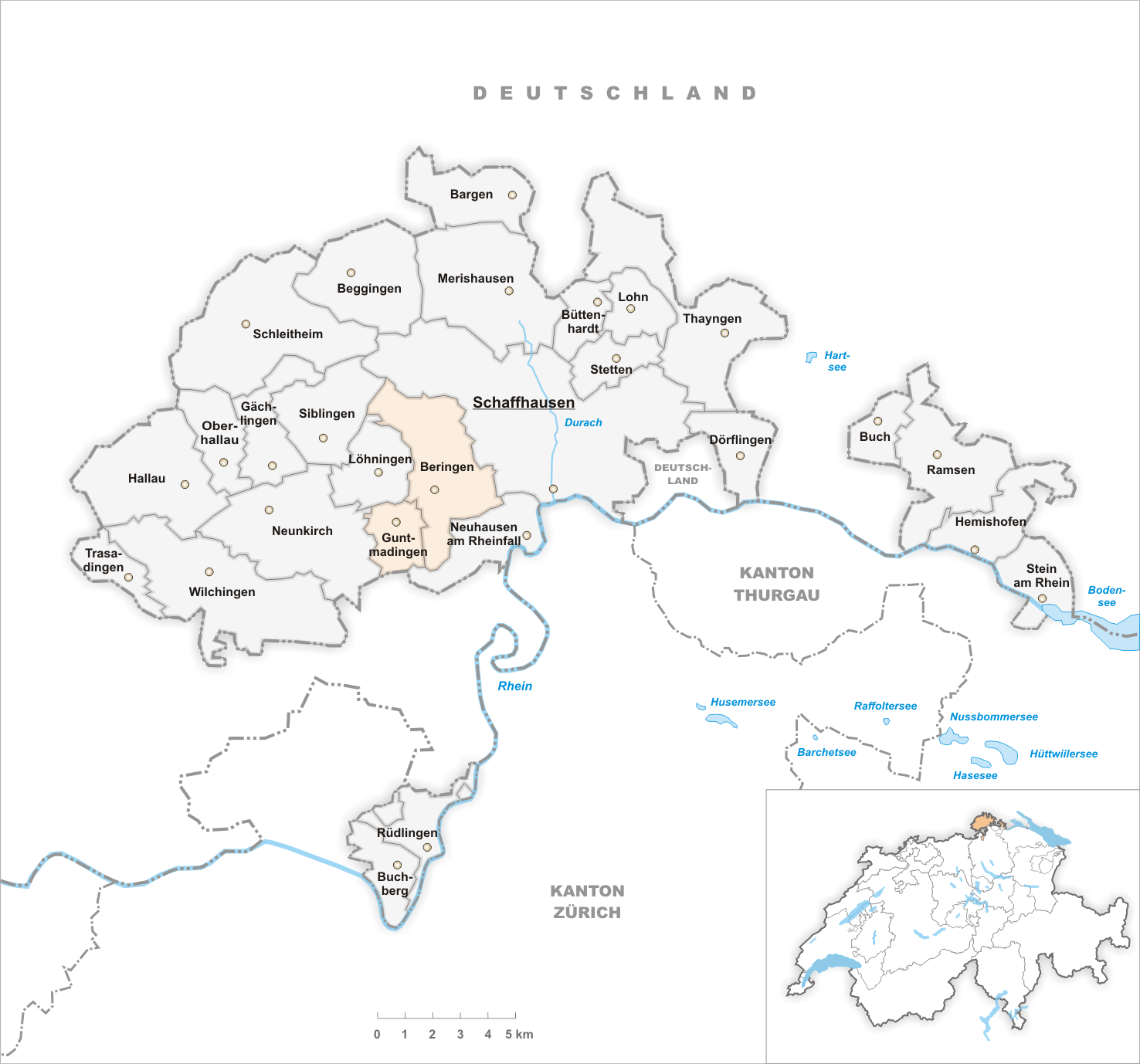
Gemeinden bis 2012

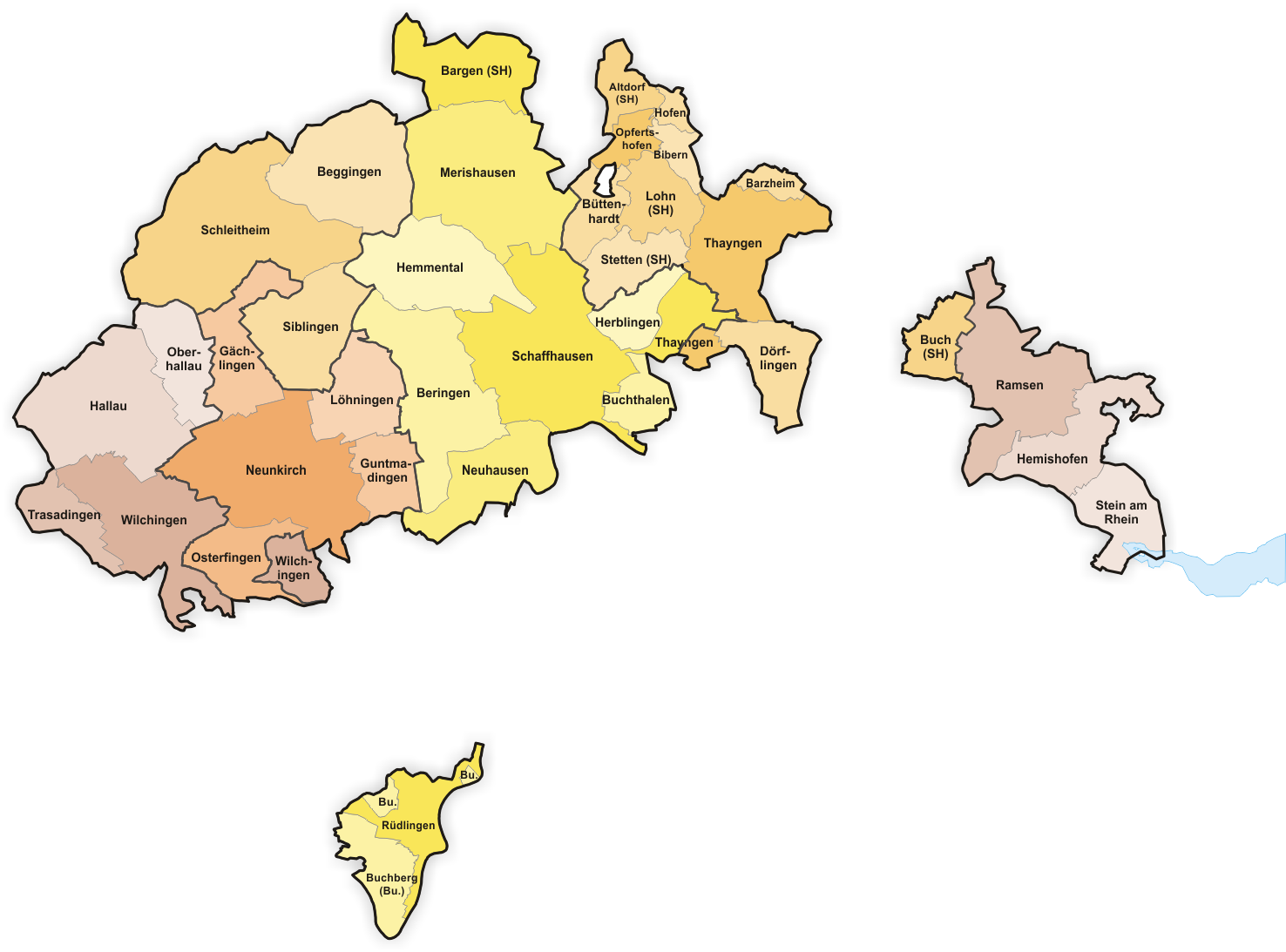
Gemeinden bis 1849
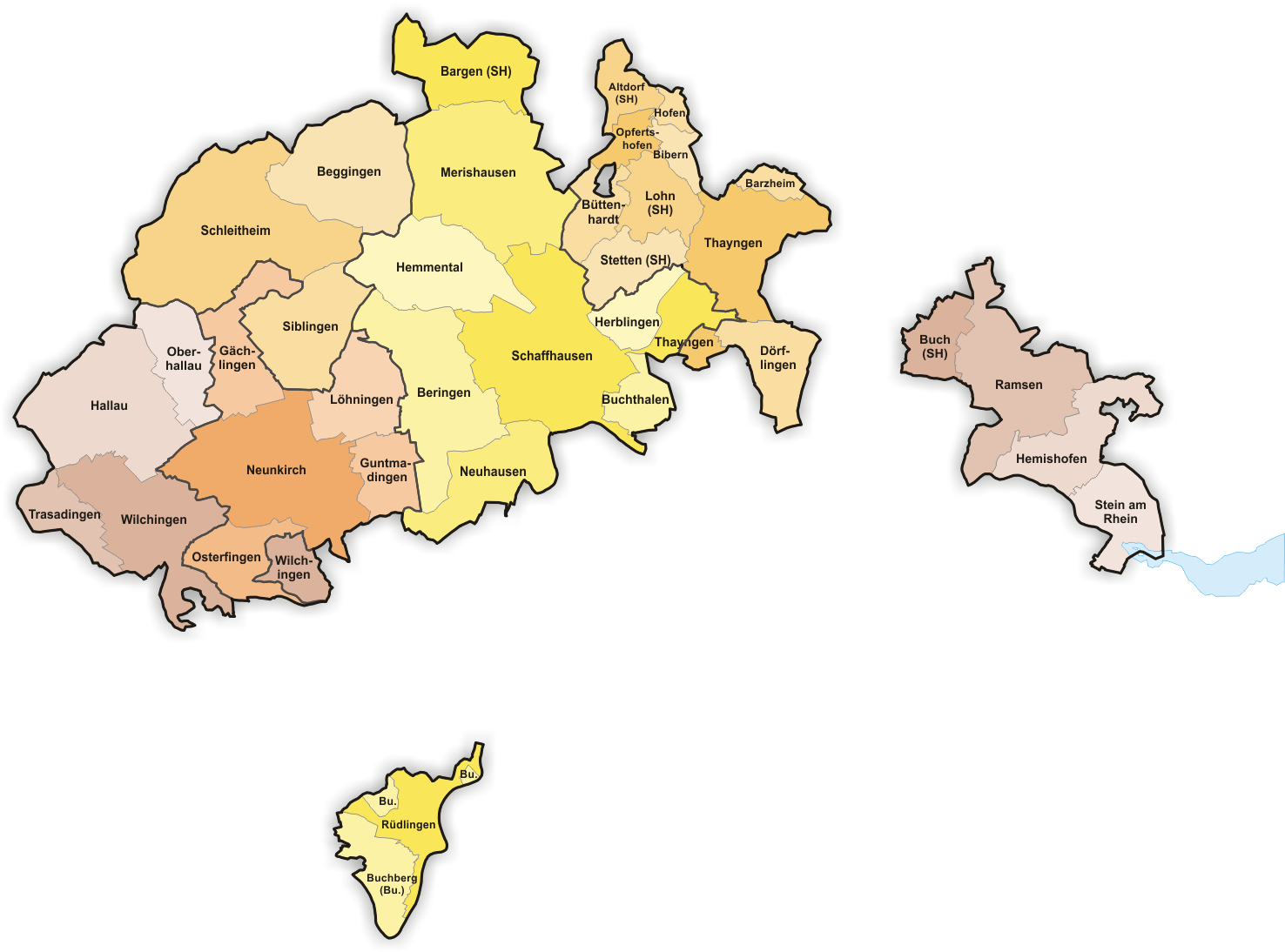
Gemeinden bis 1899
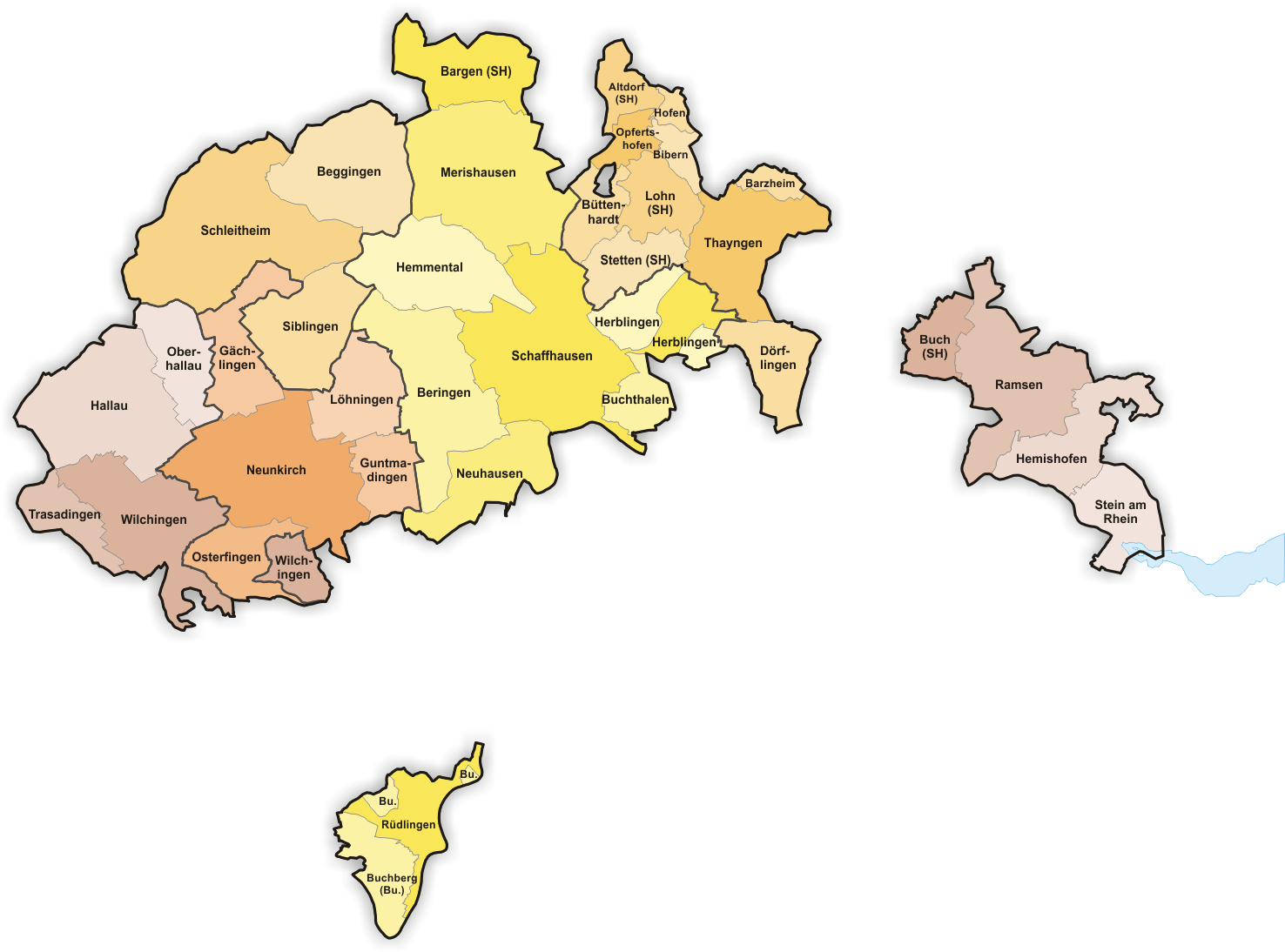
Gemeinden bis 1933
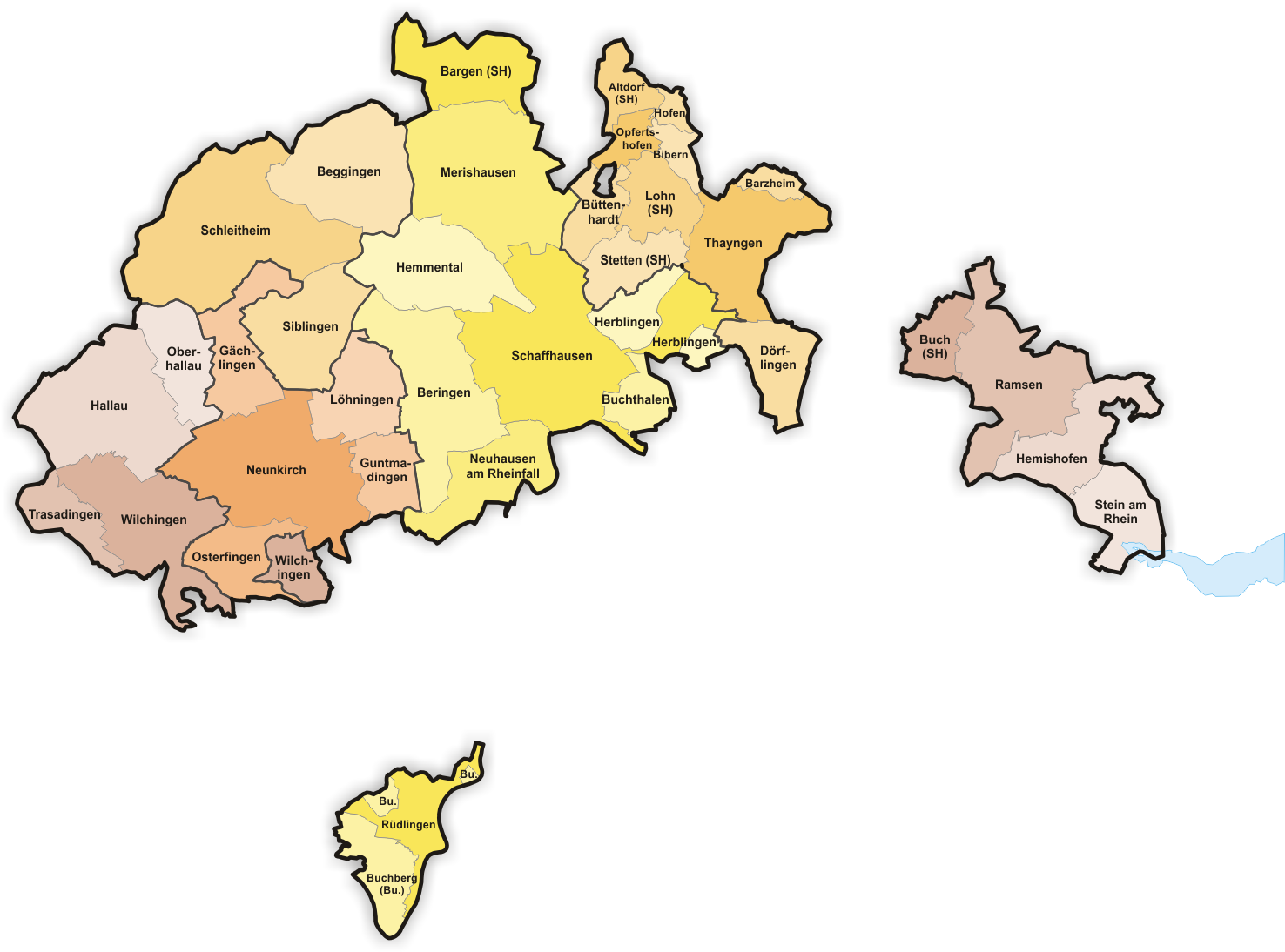
Gemeinden bis 1937
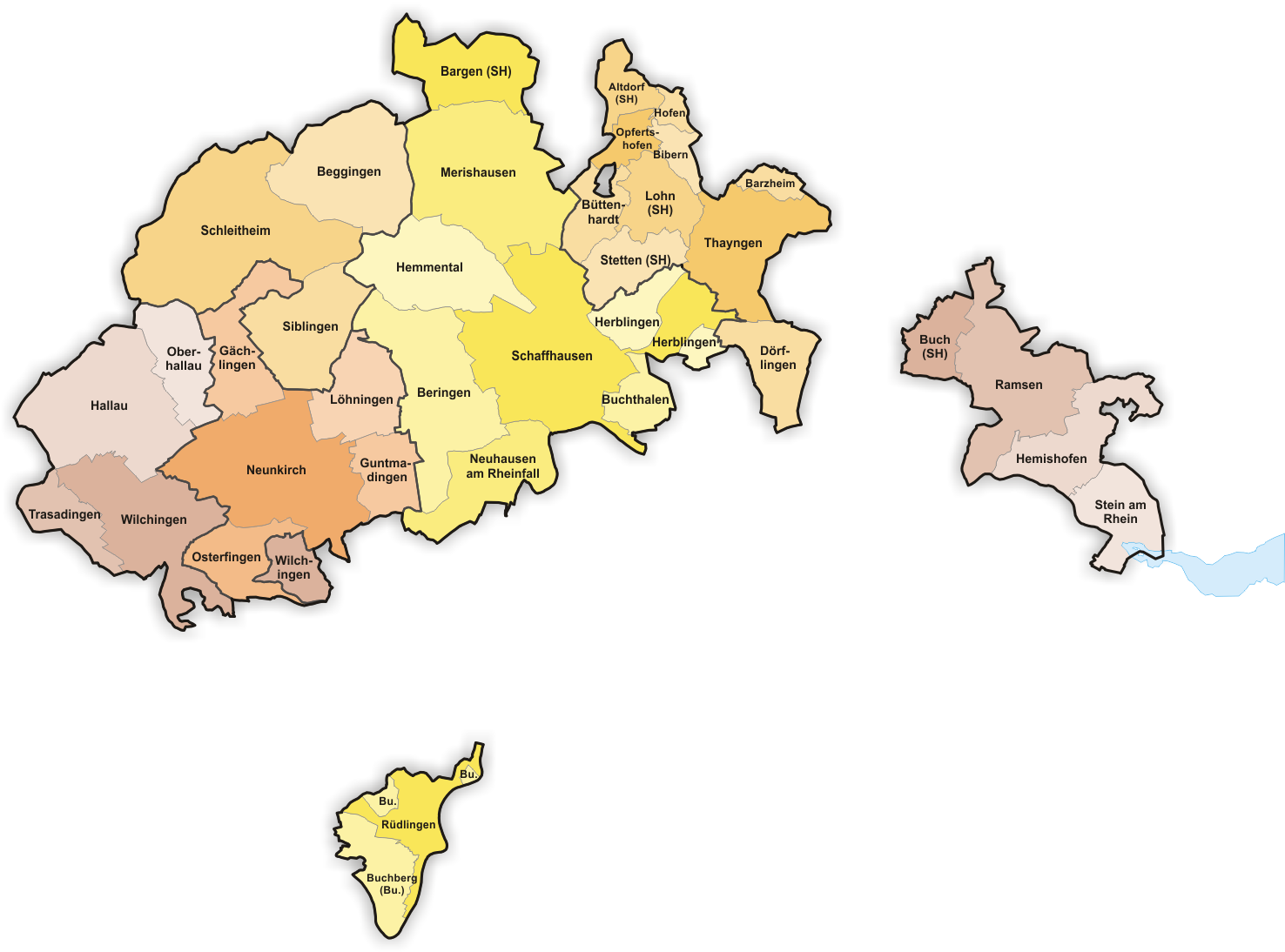
Gemeinden bis 1946
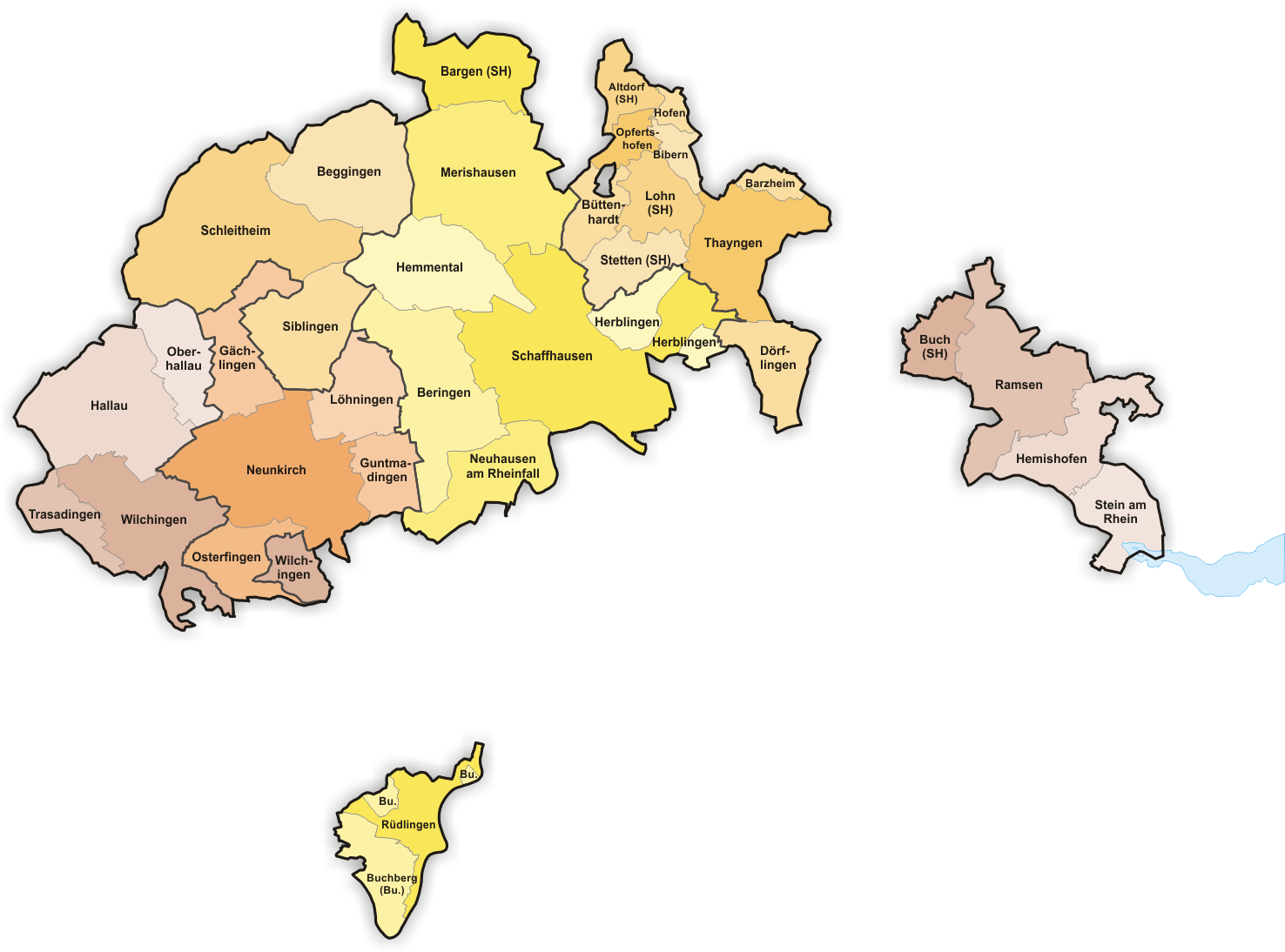
Gemeinden bis 1964
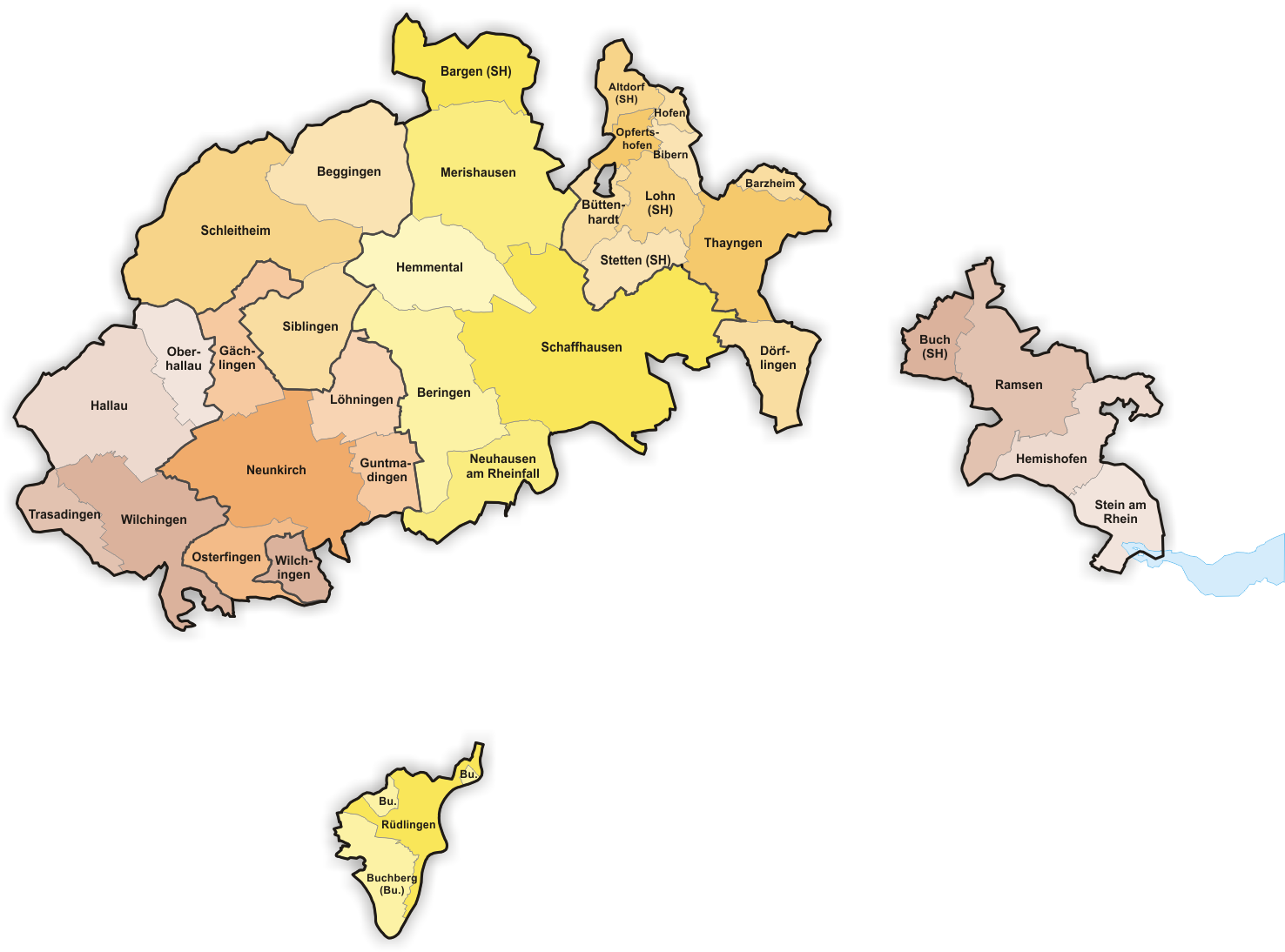
Gemeinden bis 1967
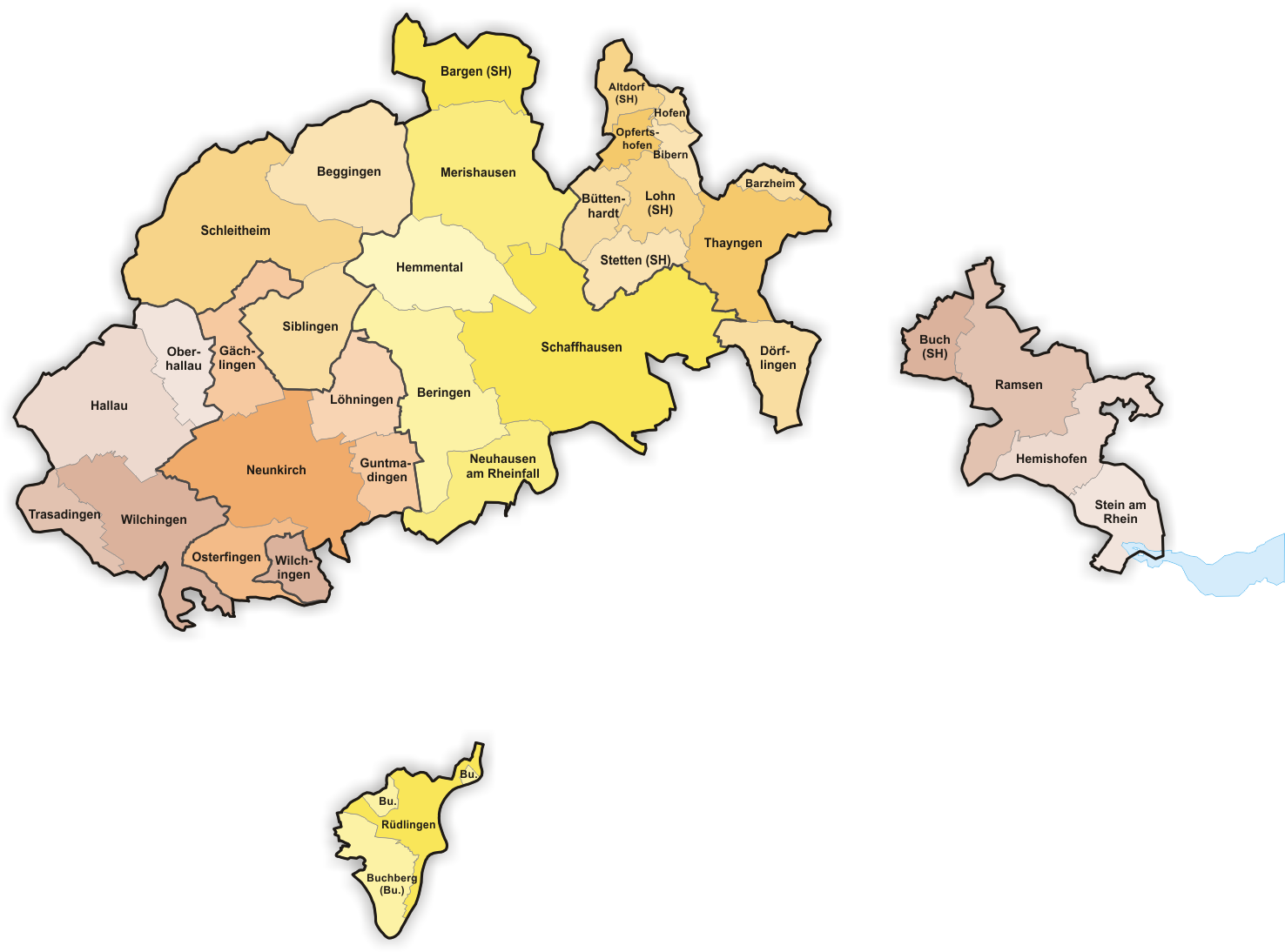
Gemeinden bis 2003
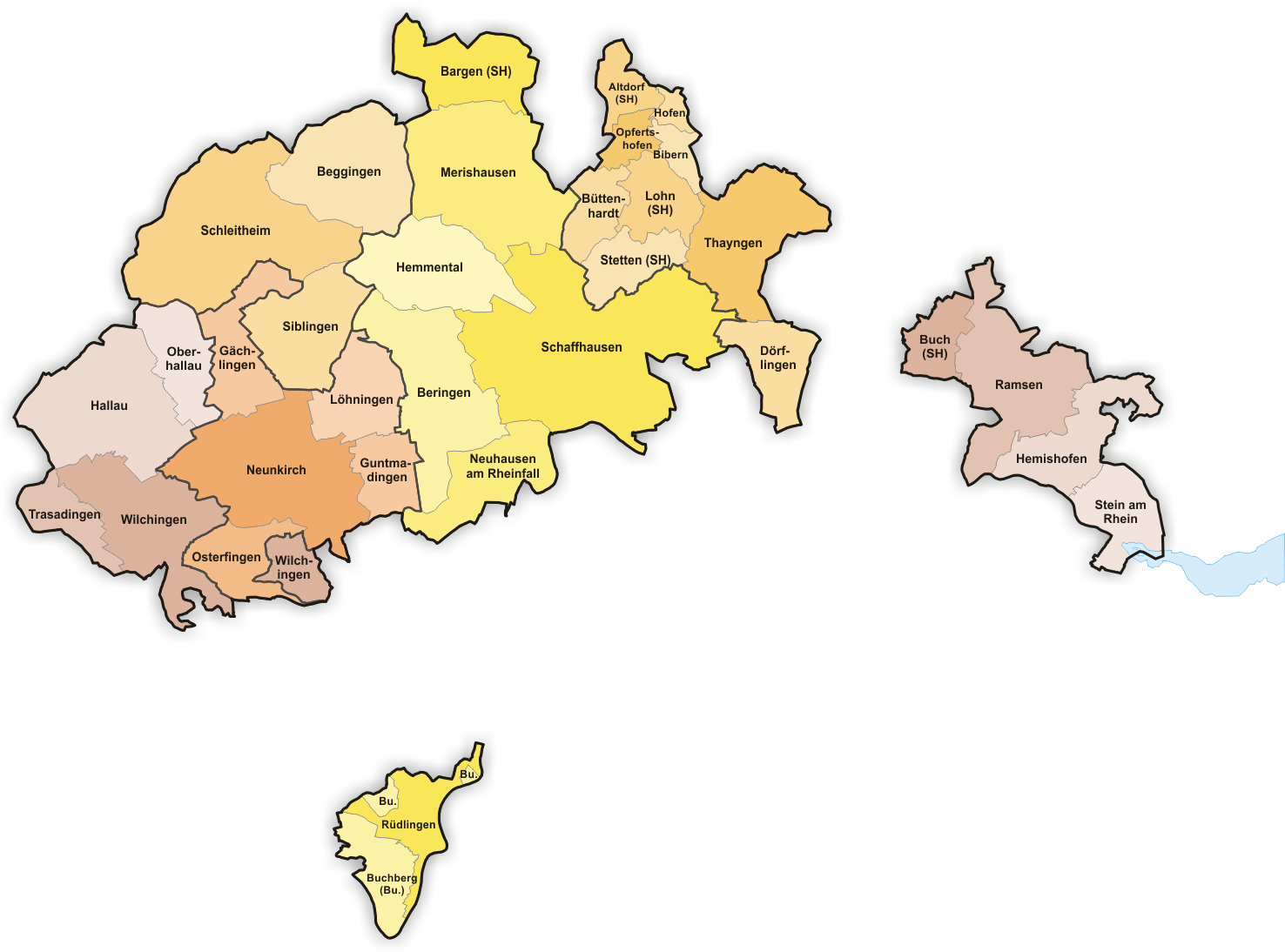
Gemeinden bis 2004
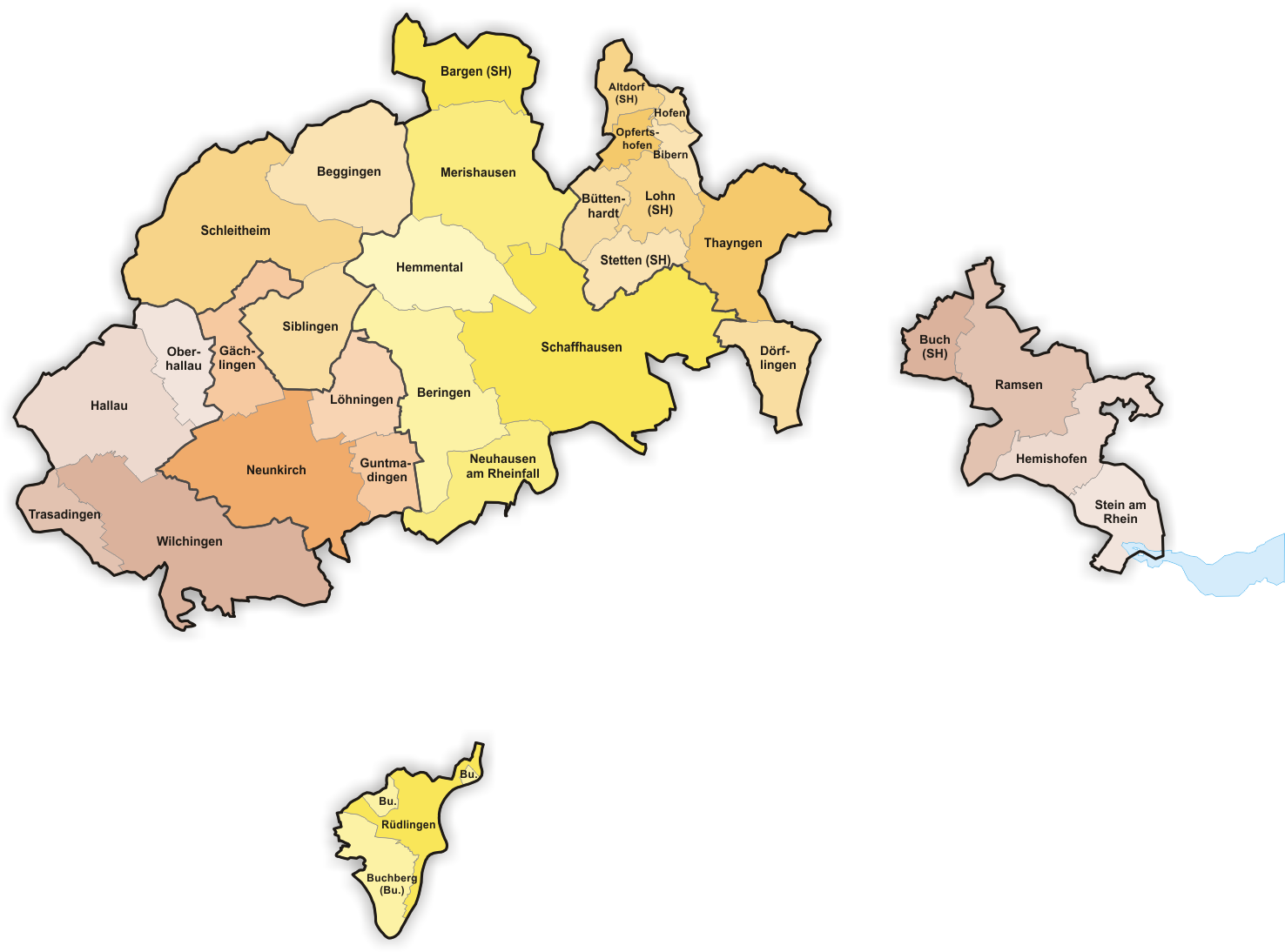
Gemeinden bis 2008
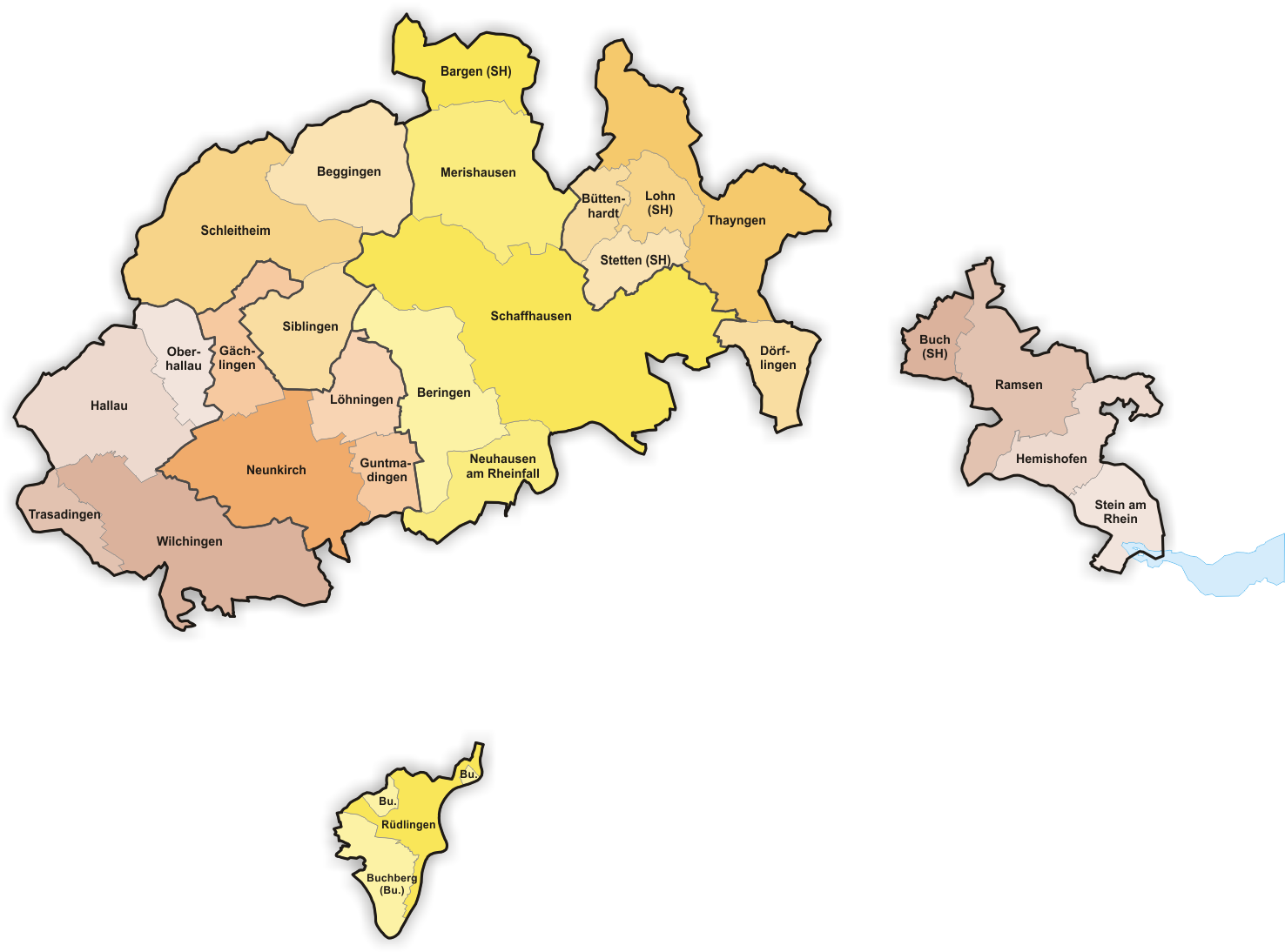
Gemeinden bis 2012

- 1850: Bezirkswechsel: Buch (Bezirk Reiat) → Buch (Bezirk Stein)

- 1900: Landabtausch: Gennersbrunn gehört zur Gemeinde Thayngen → Gennersbrunn gehört zur Gemeinde Herblingen

- 1934: Namensänderung von Unterhallau → Hallau

- 1938: Namensänderung von Neuhausen → Neuhausen am Rheinfall

- 1947: Fusion Buchthalen und Schaffhausen → Schaffhausen

- 1964: Fusion Herblingen und Schaffhausen → Schaffhausen

- 1967: Landabtausch Verenahof gehört zu Deutschland → Verenahof gehört zu Büttenhardt

- 2004: Fusion Barzheim und Thayngen → Thayngen

- 2005: Fusion Osterfingen und Wilchingen → Wilchingen

- 2009:
  - Fusion Hemmental und Schaffhausen → Schaffhausen
  - Fusion Altdorf SH, Bibern SH, Hofen SH, Opfertshofen und Thayngen → Thayngen

- 2013: Fusion Beringen und Guntmadingen → Beringen

- 2018: Fusion (Am 18. September 2018 an der Urne abgelehnt) Büttenhardt (36,5 % Ja-Stimmen), Lohn (80,6 % Ja-Stimmen) und Stetten (16,5 % Ja-Stimmen)[2]